# Udo Riglewski
Udo Riglewski (Lauffen am Neckar, Baden-Württemberg, 28 de julio de 1966) es un jugador profesional retirado de tenis alemán. Su mejor juego como professional se dio en dobles. Durante su carrera obtuvo 10 torneos en dobles y fue finalista en 10 torneos adicionales. Su mejor posición en dobles fue N.º 6 en 1991.

## Estadísitcas de su carrera

### Finales

#### Dobles
Triunfos
| No. | Fecha | Torneo                  | Superficie    | Pareja            | Oponente en la final                | Marcador      |
| 1.  | 1987  | Florencia, Italia       | Tierra batida | Wolfgang Popp     | Paolo Canè Gianni Ocleppo           | 6–4, 6–3      |
| 2.  | 1988  | Båstad, Suecia          | Tierra batida | Patrick Baur      | Stefan Edberg Nicklas Kroon         | 6–7, 6–3, 7–6 |
| 3.  | 1989  | Nancy, Francia          | Dura          | Tobias Svantesson | João Cunha e Silva Eduardo Masso    | 6–4 6–7, 7–6  |
| 4.  | 1989  | Niza, France            | Tierra batida | Ricki Osterthun   | Heinz Günthardt Balázs Taróczy      | 7–6, 6–7, 6–1 |
| 5.  | 1989  | Basilea, Suiza          | Dura          | Michael Stich     | Omar Camporese Claudio Mezzadri     | 6–3, 4–6, 6–0 |
| 6.  | 1990  | Múnich, Alemania        | Tierra batida | Michael Stich     | Petr Korda Tomáš Šmíd               | 6–1, 6–4      |
| 7.  | 1990  | Bolonia, Italia         | Tierra batida | Gustavo Luza      | Jérôme Potier Jim Pugh              | 7–6, 4–6, 6–1 |
| 8.  | 1990  | Génova, Italia          | Tierra batida | Tomás Carbonell   | Cristiano Caratti Federico Mordegan | 7–6, 7–6      |
| 9.  | 1990  | Viena, Austria          | Carpeta       | Michael Stich     | Jorge Lozano Todd Witsken           | 6–4, 6–4      |
| 10. | 1991  | Memphis, Estados Unidos | Dura          | Michael Stich     | John Fitzgerald Laurie Warder       | 7–5, 6–3      |

Finalista
| No. | Fecha | Torneo                      | Superficie    | Pareja         | Oponente en la final         | Marcador      |
| 1.  | 1990  | Milán, Italia               | Carpeta       | Tom Nijssen    | Omar Camporese Diego Nargiso | 4–6, 4–6      |
| 2.  | 1990  | Memphis, Estados Unidos     | Dura          | Michael Stich  | Darren Cahill Mark Kratzmann | 5–7, 2–6      |
| 3.  | 1990  | Hamburgo, Germany           | Tierra batida | Michael Stich  | Sergi Bruguera Jim Courier   | 6–7, 2–6      |
| 4.  | 1990  | Båstad, Suecia              | Tierra batida | Jan Gunnarsson | Rikard Bergh Ronnie Bathman  | 1–6, 4–6      |
| 5.  | 1990  | Long Island, Estados Unidos | Dura          | Michael Stich  | Guy Forget Jakob Hlasek      | 6–2, 3–6, 4–6 |
| 6.  | 1991  | Filadelfia, Estados Unidos  | Carpeta       | Michael Stich  | Rick Leach Jim Pugh          | 4–6, 4–6      |
| 7.  | 1992  | Viena, Austria              | Carpeta       | Kent Kinnear   | Ronnie Bathman Anders Järryd | 3–6, 5–7      |
| 8.  | 1993  | Estoril, Portugal           | Tierra batida | Menno Oosting  | David Adams Andrei Olhovskiy | 3–6, 5–7      |
| 9.  | 1993  | Toulouse, Francia           | Dura          | David Prinosil | Byron Black Jonathan Stark   | 5–7, 6–7      |
| 10. | 1994  | Copenhague, Dinamarca       | Carpeta       | David Prinosil | Martin Damm Brett Steven     | 3–6, 4–6      |

- Datos: Q67545